# Іванці
Іванці́ —  село в Україні, у Хорольській міській громаді Лубенського району Полтавської області. Населення становить 43 осіб. До 2015 орган місцевого самоврядування — Тарасівська сільська рада.

## Історія
12 червня 2020 року, відповідно до розпорядження Кабінету Міністрів України № 721-р «Про визначення адміністративних центрів та затвердження територій територіальних громад Полтавської області», село увійшло до складу Хорольської міської громади..
19 липня 2020 року, в результаті адміністративно - територіальної реформи та ліквідації Хорольського району, село увійшло до складу новоутвореного Лубенського району.

## Населення

### Мова
Розподіл населення за рідною мовою за даними перепису 2001 року:
| Мова       | Кількість | Відсоток |
| ---------- | --------- | -------- |
| українська | 42        | 97.67%   |
| російська  | 1         | 2.33%    |
| Усього     | 43        | 100%     |

## Географія
Село Іванці знаходиться на правому березі річки Багачка, нижче за течією на відстані 1 км розташоване село Запорожчине. Річка в цьому місці пересихає, на ній зроблена загата. Поруч проходить автомобільна дорога М03.